# Stade El Sour
 (avril 2025).
Le stade El Sour (en arabe : ملعب السور) est un stade de football situé dans la ville de Rabat au Maroc. C'est l'enceinte de l'Ittihad Yacoub Mansour.